# Scorzonera
Scorzonera  L. 1753 è un genere di piante angiosperme dicotiledoni della famiglia delle Asteraceae  dall'aspetto di piccole erbacee annuali o perenni dalla tipica infiorescenza a "margherita".

## Etimologia
Il nome del genere (Scorzonera) ha una etimologia incerta; potrebbe derivare da più radici quali "scorzon" in francese antico, "Scorsone" in italiano e "escorzonera" in spagnolo, che significa scorza nera; ma anche "vipera", forse dall'uso delle sue radici come antidoto al morso dei serpenti, oppure dal catalano "escurçonera" derivato da "escurçó", cioè "vipera". In italiano la parola scorzonera è maggiormente intesa come scorza (buccia) e nera, (appunto scura). Tale accezione è confermata dal fatto che una pianta analoga, come forma ed utilizzo, il Tragopogon dubius Scop., che ha invece radice bianca è detta "scorzobianca" o “scorzonera bianca”, per distinguerla dalla “nera”.
Il nome scientifico del genere è stato proposto da Carl von Linné (1707 – 1778) biologo e scrittore svedese, considerato il padre della moderna classificazione scientifica degli organismi viventi, nella pubblicazione "Species Plantarum" del 1753.

## Descrizione

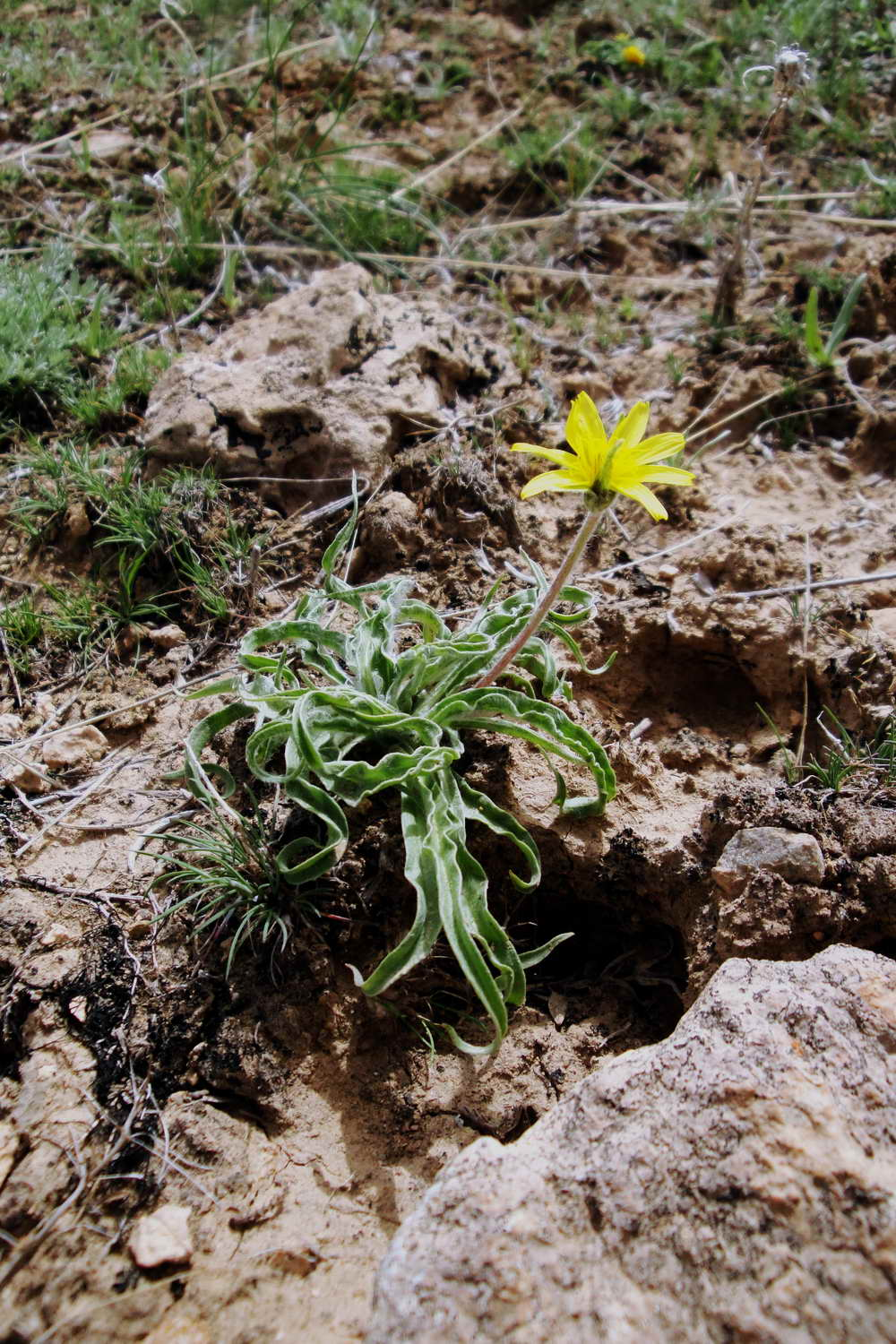
Il portamento
Scorzonera gorovanica

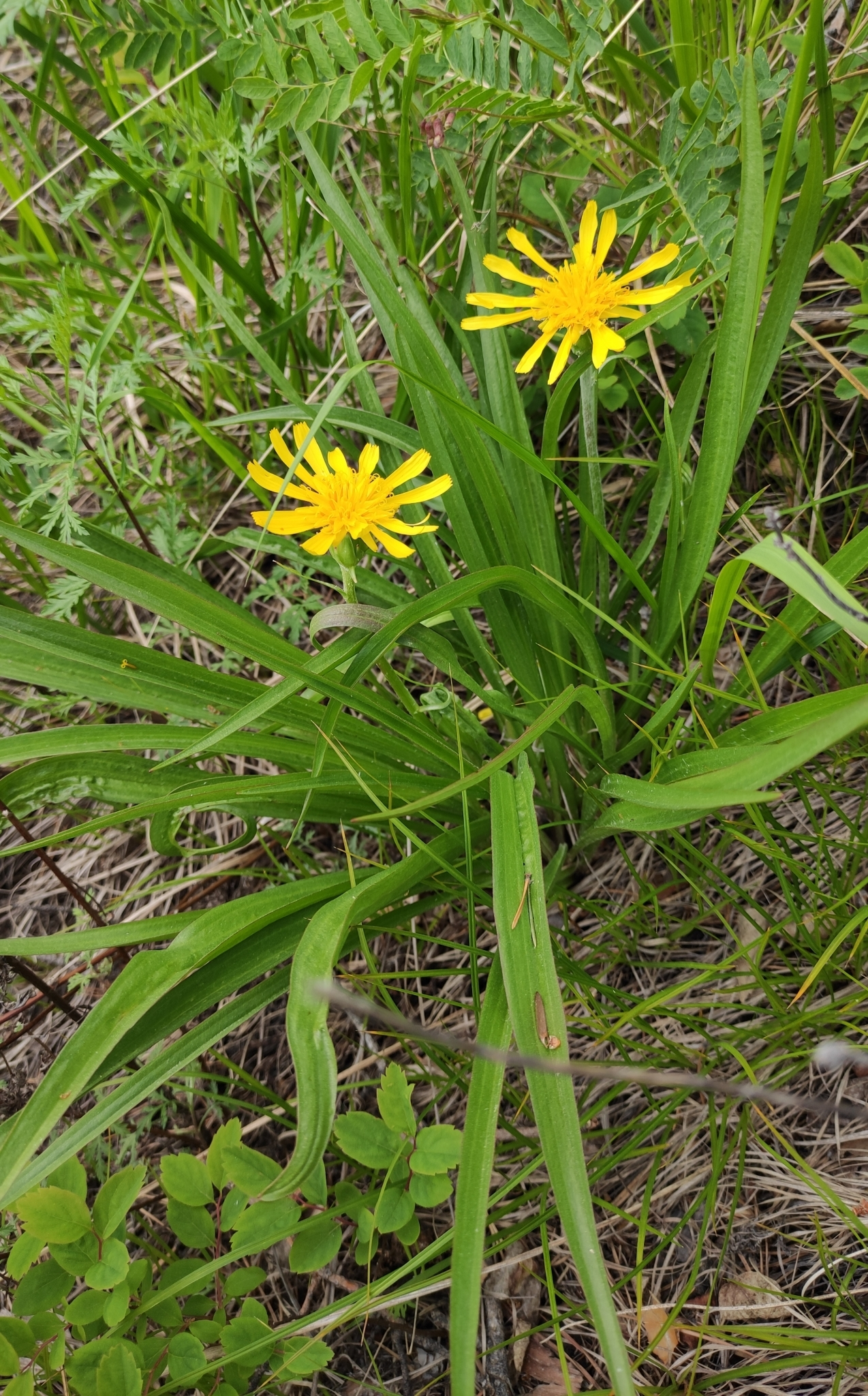
Le foglie
Scorzonera radiata

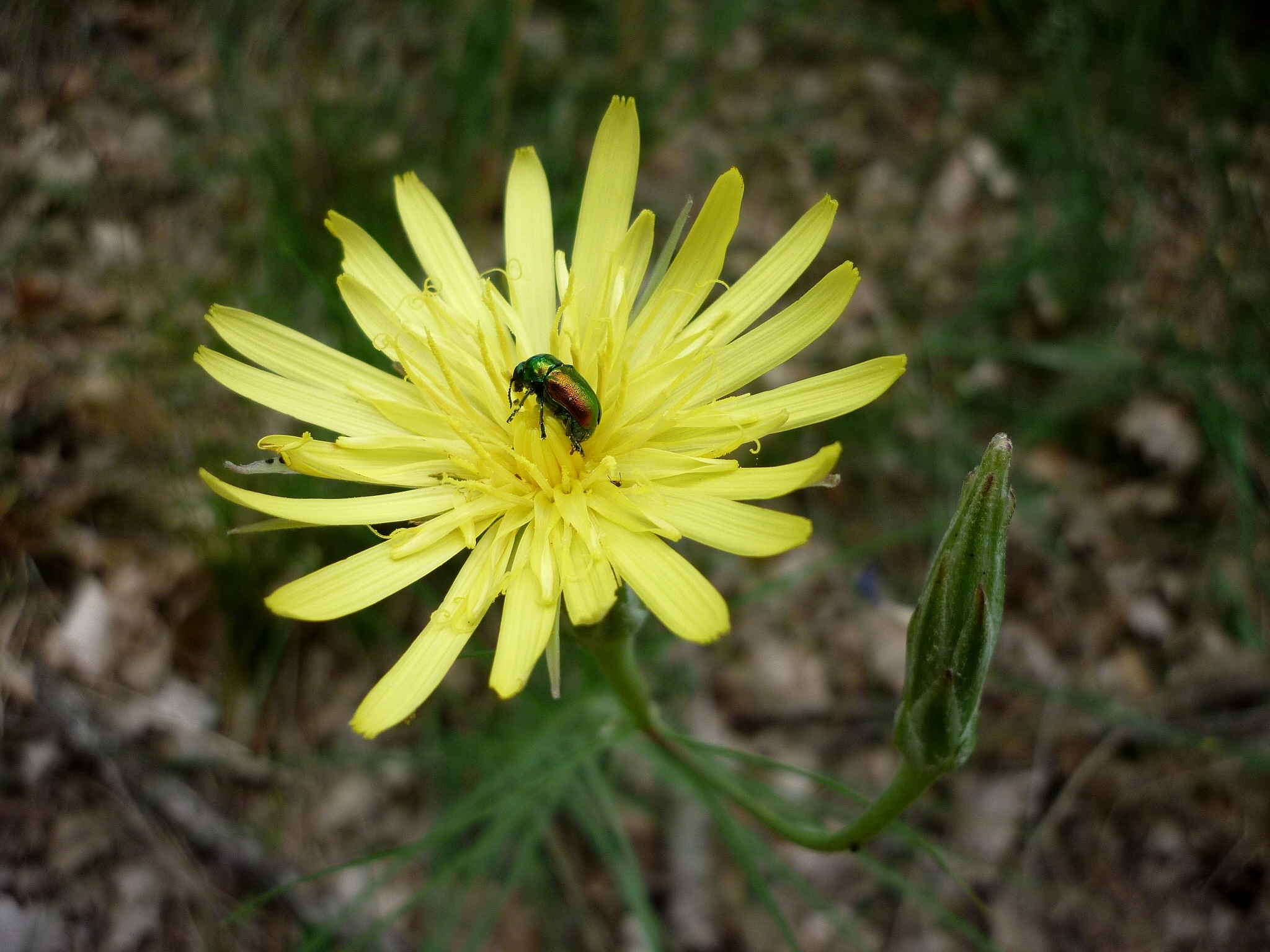
I fiori
Scorzonera angustifolia

Habitus. La forma biologica prevalente è emicriptofita scaposa (H scap), ossia sono piante perenni, aromatiche con gemme svernanti al livello del suolo e protette dalla lettiera o dalla neve, spesso sono dotate di un asse fiorale eretto e privo di foglie. Ma sono presenti anche forme biologiche come emicriptofita rosulate (H ros) o anche geofita bulbose (G bulb). Sono presenti anche specie con ciclo biologico annuale. Gli organi interni di queste piante contengono lattoni sesquiterpenici..
Fusto. L'altezza di queste piante varia da 1 dm a 1 metro circa. Può essere presente una parte sotterranea consistente in un grosso rizoma verticale avvolto/non avvolto da fibre; a volte può essere legnoso. La parte aerea del fusto in genere è eretta, semplice oppure ramificata, glabra o pubescente. Le radici in genere sono secondarie da rizoma.
Foglie. Le foglie (a consistenza erbacea e di colorazione verde oppure coriacea) si dividono in basali e in cauline e sono disposte in modo alterno. Le foglie basali sono lungamente picciolate; la lamina ha una forma lineare, lanceolata o ellittica; la superficie è solcata da venature parallele. Le foglie cauline hanno una lamina di tipo lineare, sono sessili e semiamplessicauli. I bordi laterali delle foglie sono interi, oppure percorsi da pochi denti ottusi; a volte i bordi sono ondulati.
Infiorescenza. Le infiorescenze sono generalmente composte da un unico capolino o (in alcune specie) da più capolini. Il capolino è formato da un involucro a forma cilindrica (o subcampanulata) composto da diverse brattee (o squame) disposte su parecchie serie in modo embricato all'interno delle quali un ricettacolo fa da base ai fiori tutti ligulati.  Le squame si dividono in due tipi: inferiori e superiori. Quelle inferiori hanno una forma da ovata a lanceolata ad apice arrotondato (ottuso) o acuto e ricoprono quelle superiori. Quelle superiori sono più strette e più lunghe; i margini possono essere scariosi. Il ricettacolo è nudo, ossia privo di pagliette a protezione della base dei fiori. Il ricettacolo è nudo (senza pagliette).
Fiori. I fiori sono tutti del tipo ligulato (il tipo tubuloso, i fiori del disco, presente nella maggioranza delle Asteraceae, qui è assente), sono tetra-ciclici (ossia sono presenti 4 verticilli: calice – corolla – androceo – gineceo) e pentameri (ogni verticillo ha 5 elementi). I fiori sono ermafroditi e zigomorfi.
- Formula fiorale:

*/x K {\displaystyle \infty }, [C (5), A (5)], G 2 (infero), achenio
- Calice: i sepali del calice sono ridotti ad una coroncina di squame.
- Corolla:  le corolle sono formate da una ligula terminante con 5 denti; la corolla in genere è colorata di giallo, altrimenti è rosea, violetta o purpurea; la superficie può essere sia pubescente che glabra; le ligule in genere sono incurvate all'esterno (disposizione radiale).
- Androceo: gli stami sono 5 con filamenti liberi e distinti, mentre le antere sono saldate in un manicotto (o tubo) circondante lo stilo.[18] Le antere alla base sono acute. Il polline è tricolporato (con due lacune), è echinato (con punte) e anche "lophato" (la parte più esterna dell'esina è sollevata a forma di creste e depressioni).[19]
- Gineceo: lo stilo è filiforme. Gli stigmi dello stilo sono due divergenti, filiformi, ricurvi con la superficie stigmatica posizionata internamente (vicino alla base).[20] L'ovario è infero uniloculare formato da 2 carpelli.

Frutti. I frutti sono degli acheni con pappo. L'achenio è fusiforme e ristretto all'apice con superficie glabra o pubescente e percorsa da diverse nervature longitudinali lisce o tubercolate. Gli acheni sono privi di carpoforo. Il pappo è biancastro ed è formato da setole piumose..

## Biologia
- Impollinazione: l'impollinazione avviene tramite insetti (impollinazione entomogama tramite farfalle diurne e notturne).
- Riproduzione: la fecondazione avviene fondamentalmente tramite l'impollinazione dei fiori (vedi sopra).
- Dispersione: i semi (gli acheni) cadendo a terra sono successivamente dispersi soprattutto da insetti tipo formiche (disseminazione mirmecoria). In questo tipo di piante avviene anche un altro tipo di dispersione: zoocoria. Infatti gli uncini delle brattee dell'involucro si agganciano ai peli degli animali di passaggio disperdendo così anche su lunghe distanze i semi della pianta.

## Distribuzione e habitat
Le specie del genere Scorzonera abitano soprattutto le zone temperate e nordiche dell'Eurasia e quelle mediterranee del Nord Africa. In altre parti del mondo (America del Nord, Sud America e Australia) sono considerate specie naturalizzate.

## Tassonomia
La famiglia di appartenenza di questa voce (Asteraceae o Compositae, nomen conservandum) probabilmente originaria del Sud America, è la più numerosa del mondo vegetale, comprende oltre 23.000 specie distribuite su 1.535 generi, oppure 22.750 specie e 1.530 generi secondo altre fonti (una delle checklist più aggiornata elenca fino a 1.679 generi). La famiglia attualmente (2021) è divisa in 16 sottofamiglie.

### Filogenesi
Questo genere appartiene alla sottotribù Scorzonerinae della tribù Cichorieae (unica tribù della sottofamiglia Cichorioideae). In base ai dati filogenetici la sottofamiglia Cichorioideae è il terz'ultimo gruppo che si è separato dal nucleo delle Asteraceae (gli ultimi due sono Corymbioideae e Asteroideae). La sottotribù Scorzonerinae è il secondo clade che si è separato dalla tribù.
La tribù Scorzonerinae è individuata dai seguenti principali caratteri:
- l'indumento di queste piante è morbido fatti di piccoli peli;
- le foglie sono parallelinervie indivise;
- le setole del pappo sono provviste di morbide proiezioni laterali (una fila di cellule appiattite);
- il polline è tricolporato con 2 lacune;
- l'areale (nativo) della sottotribù è relativo al Vecchio Mondo.

All'interno della sottotribù sono stati individuati diversi cladi, alcuni in posizione politomica. Il genere Scorzonera da un punto di vista filogenetico forma un “gruppo fratello” con i generi Takhtajaniantha Nazarova e Pseudopodospermum (Lipsch. & Krasch.) Kuth., 1978 e occupa più o meno il "core" della sottotribù Scorzonerinae (in altre analisi tuttavia i dati ricavati sono più complessi). In base alle ricerche sul polline Scorzonera è molto vicino anche al genere  Tragopogon L.. Questa comunanza è confermata da alcuni caratteri comuni del polline come il tipo di apertura e la composizione dell'esina.
Con gli ultimi studi filogenetici da questo genere sono stati scorporati diverse sezioni (Takhtajaniantha, Lipschitzia,  Ramaliella, Epilasia e altre ancora trasformate in generi autonomi). Da questa operazione Scorzonera è risultato un genere monofiletico con quattro cladi maggiori e poche specie isolate:
- Scorzonera s.str. clade
- Scorzonera albicaulis clade
- Podospermum clade
- Scorzonera purpurea clade
- Cladi formati da specie isolate: S. rupicola, S. renzii e S. angustifolia.

Una sorte particolare è stata riservata al gruppo denominato PodospermumDC., 1805 che da genere indipendente, attualmente è stato riassorbito nel genere Scorzonera.
La tabella qui sotto evidenzia i sottocladi del genere con alcune specie tra le più significative.
| Clade                         | Caratteri principali | Specie |
| ----------------------------- | --- | --- |
| Scorzonera s.str. clade       | Le brattee interne dell'involucro hanno una macchia rosso-scuro. - Le corolle sono gialle. - Gli acheni sono privi di carpoforo e di becco. - L'epidermide degli acheni è papillosa. - Il pappo è persistente.                                                                              | S. parviflora - S. aristata - S. humilis |
| Scorzonera rupicola clade     | I cauli sono senza guaine fogliari. - Gli acheni quasi sempre hanno un becco. - Il pappo di solito è facilmente caduco. | S. rupicola |
| Scorzonera renzii clade       | I cauli sono senza guaine fogliari. - Gli acheni quasi sempre hanno un becco. - Il pappo di solito è facilmente caduco. | S. renzii - S. rosea |
| Scorzonera purpurea clade     | I cauli hanno dei residui di guaine fogliari. - Le foglie sono intere e le brattee dell'involucro non hanno un corno. - I fiori sono colorati di viola o rosa. - Gli acheni hanno il carpoforo. - L'epidermide degli acheni è papillosa.                                                    | S. purpurea |
| Scorzonera angustifolia clade | I cauli sono senza guaine fogliari. - Gli acheni quasi sempre hanno un becco. - Il pappo, colorato di giallo sporco, di solito è facilmente caduco. | S. angustifolia |
| Scorzonera albicaulis clade   | I cauli sono senza guaine fogliari. - Gli acheni quasi sempre hanno un becco. - Il pappo di solito è facilmente caduco. - Gli acheni sono privi di carpoforo. - L'epidermide degli acheni è papillosa. - I tannini sono assenti. - Il tessuto parenchimoso si presenta in due modi diversi. | S. albicaulis - S. turkestanica - S. racemosa - S. acanthoclada - S. virgata - S. tragopogonoides - S. bracteosa                                                                                          |
| Podospermum clade             | L'habitus è erbaceo aromatico. - Le foglie sono pennate. - Le brattee esterne dell'involucro hanno un corno apicale. - Il carpoforo è presente. - L'epidermide degli acheni è glabra. | S. laciniata - S. hieraciifolia - S. cana - S. lachnostegia - S. radicosa - S. songorica - S. meshhedensis - S. alpigena - S. armeniaca - S. meyeri - S. luristanica - S. grossheimii - S. kirpicznikovii |

l cladogramma seguente, tratto dallo studio citato e semplificato, mostra una possibile configurazione filogenetica del gruppo.
|  | \| \| Scorzonera renzii clade \| \| \| \| \| \| Scorzonera purpurea clade \| \| \| \| |
|  |                                                                                       |
|  | Scorzonera angustifolia clade                                                         |
|  |                                                                                       |
|  | Scorzonera albicaulis clade                                                           |
|  |                                                                                       |
|  | Scorzonera renzii clade                                                               |
|  |                                                                                       |
|  | Scorzonera purpurea clade                                                             |
|  |                                                                                       |

|  | Scorzonera renzii clade   |
|  |                           |
|  | Scorzonera purpurea clade |
|  |                           |

|  | \| \| Scorzonera renzii clade \| \| \| \| \| \| Scorzonera purpurea clade \| \| \| \| |
|  |                                                                                       |
|  | Scorzonera angustifolia clade                                                         |
|  |                                                                                       |
|  | Scorzonera albicaulis clade                                                           |
|  |                                                                                       |
|  | Scorzonera renzii clade                                                               |
|  |                                                                                       |
|  | Scorzonera purpurea clade                                                             |
|  |                                                                                       |

|  | Scorzonera renzii clade   |
|  |                           |
|  | Scorzonera purpurea clade |
|  |                           |

|  | \| \| Scorzonera renzii clade \| \| \| \| \| \| Scorzonera purpurea clade \| \| \| \| |
|  |                                                                                       |
|  | Scorzonera angustifolia clade                                                         |
|  |                                                                                       |
|  | Scorzonera albicaulis clade                                                           |
|  |                                                                                       |
|  | Scorzonera renzii clade                                                               |
|  |                                                                                       |
|  | Scorzonera purpurea clade                                                             |
|  |                                                                                       |

|  | Scorzonera renzii clade   |
|  |                           |
|  | Scorzonera purpurea clade |
|  |                           |

|  | \| \| Scorzonera renzii clade \| \| \| \| \| \| Scorzonera purpurea clade \| \| \| \| |
|  |                                                                                       |
|  | Scorzonera angustifolia clade                                                         |
|  |                                                                                       |
|  | Scorzonera albicaulis clade                                                           |
|  |                                                                                       |
|  | Scorzonera renzii clade                                                               |
|  |                                                                                       |
|  | Scorzonera purpurea clade                                                             |
|  |                                                                                       |

|  | Scorzonera renzii clade   |
|  |                           |
|  | Scorzonera purpurea clade |
|  |                           |

|  | \| \| Scorzonera renzii clade \| \| \| \| \| \| Scorzonera purpurea clade \| \| \| \| |
|  |                                                                                       |
|  | Scorzonera angustifolia clade                                                         |
|  |                                                                                       |
|  | Scorzonera albicaulis clade                                                           |
|  |                                                                                       |
|  | Scorzonera renzii clade                                                               |
|  |                                                                                       |
|  | Scorzonera purpurea clade                                                             |
|  |                                                                                       |

|  | Scorzonera renzii clade   |
|  |                           |
|  | Scorzonera purpurea clade |
|  |                           |

|  | \| \| Scorzonera renzii clade \| \| \| \| \| \| Scorzonera purpurea clade \| \| \| \| |
|  |                                                                                       |
|  | Scorzonera angustifolia clade                                                         |
|  |                                                                                       |
|  | Scorzonera albicaulis clade                                                           |
|  |                                                                                       |
|  | Scorzonera renzii clade                                                               |
|  |                                                                                       |
|  | Scorzonera purpurea clade                                                             |
|  |                                                                                       |

|  | Scorzonera renzii clade   |
|  |                           |
|  | Scorzonera purpurea clade |
|  |                           |

|  | \| \| Scorzonera renzii clade \| \| \| \| \| \| Scorzonera purpurea clade \| \| \| \| |
|  |                                                                                       |
|  | Scorzonera angustifolia clade                                                         |
|  |                                                                                       |
|  | Scorzonera albicaulis clade                                                           |
|  |                                                                                       |
|  | Scorzonera renzii clade                                                               |
|  |                                                                                       |
|  | Scorzonera purpurea clade                                                             |
|  |                                                                                       |

|  | Scorzonera renzii clade   |
|  |                           |
|  | Scorzonera purpurea clade |
|  |                           |

|  | \| \| Scorzonera renzii clade \| \| \| \| \| \| Scorzonera purpurea clade \| \| \| \| |
|  |                                                                                       |
|  | Scorzonera angustifolia clade                                                         |
|  |                                                                                       |
|  | Scorzonera albicaulis clade                                                           |
|  |                                                                                       |
|  | Scorzonera renzii clade                                                               |
|  |                                                                                       |
|  | Scorzonera purpurea clade                                                             |
|  |                                                                                       |

|  | Scorzonera renzii clade   |
|  |                           |
|  | Scorzonera purpurea clade |
|  |                           |

Questo genere ha attualmente (2021) 113 specie. 
Il numero cromosomico delle specie di questo genere è: 2n = 12 e 14 (diploide e tetraploide).

### Specie della flora italiana
Elenco delle specie di Scorzonera presenti nella flora spontanea italiana:
- Scorzonera aristata Ramond - Scorzonera dorata: l'altezza della pianta varia da 2 a 3 dm; il ciclo biologico è perenne; la forma biologica è emicriptofita scaposa (H scap); il tipo corologico è Orofita - Sud Ovest Europeo; l'habitat tipico sono i pascoli e le praterie subalpine; la distribuzione sul territorio italiano è al nord fino ad un'altitudine compresa tra 1.000 e 2.300 m s.l.m..

- Scorzonera cana C.A.Mey.) Hoffm. - Scorzonera delle argille: l'altezza della pianta varia da 1 a 4 dm; il ciclo biologico è perenne; la forma biologica è emicriptofita scaposa (H scap); il tipo corologico è Centroasiatico (Pontico - subalofilo); l'habitat tipico sono i prati aridi su terreni argillosi, i margini delle colture e le vigne; sul territorio italiano è presente in modo discontinuo fino ad una altitudine di 1.200 m s.l.m.. (Nella "Flora d'Italia" questa specie è nominata Podospermum canum C.A. Meyer).

- Scorzonera humilis L. - Scorzonera minore: l'altezza della pianta varia da 3 a 7 dm; il ciclo biologico è perenne; la forma biologica è emicriptofita scaposa (H scap); il tipo corologico è Europeo - Caucasico; l'habitat tipico sono i prati umidi, le paludi e i cespuglieti; la distribuzione sul territorio italiano è quasi completa (isole escluse) fino ad un'altitudine di 1.500 m s.l.m..

- Scorzonera laciniata L. - Scorzonera sbrindellata: l'altezza della pianta varia da 1 a 5 dm; il ciclo biologico è bienne; la forma biologica è emicriptofita bienne (H bienn); il tipo corologico è Paleotemperato - Mediterraneo; l'habitat tipico sono gli incolti, le vigne e i pendii aridi; sul territorio italiano è presente più o meno ovunque fino ad una altitudine di 1.900 m s.l.m.. (Nella "Flora d'Italia" questa specie è nominata Podospermum laciniatum (L.) DC.).

- Scorzonera purpurea L. - Scorzonera purpurea: l'altezza della pianta varia da 20 a 30 cm; il ciclo biologico è perenne; la forma biologica è emicriptofita scaposa (H scap); il tipo corologico è Sud Est Europeo - Sud Siberiano (Steppico); l'habitat tipico sono i prati aridi stepposi; sul territorio italiano è presente solo nel nord-est fino ad una altitudine di 1.500 m s.l.m.. (Nella "Flora d'Italia" questa specie è nominata Podospermum purpureum (L.) W. D. J. Koch & Ziz).

- Scorzonera rosea Waldst. & Kit. - Scorzonera rosea: l'altezza della pianta varia da 25 a 40 cm; il ciclo biologico è perenne; la forma biologica è emicriptofita scaposa (H scap); il tipo corologico è Orofita - Sud Est Europeo; l'habitat tipico sono i pascoli subalpini e le zone a mugheti; sul territorio italiano è presente al nord e al centro fino ad una altitudine compresa tra 800 e 2.000 m s.l.m..(Nella "Flora d'Italia" questa specie è nominata Podospermum roseum (Waldst. & Kit.) Gemeinholzer & Greuter).

(Alcune specie descritte da Pignatti nell'ambito del genere Scorzonera nella sua opera "Flora d'Italia", ora sono state trasferite ad altri generi come Takhtajaniantha o Gelasia).

### Specie della zona alpina
Delle 6 specie spontanee della flora italiana, tutte vivono sull'arco alpino. La tabella seguente mette in evidenza alcuni dati relativi all'habitat, al substrato e alla distribuzione delle specie alpine.
| Specie | Comunità vegetali | Piani vegetazionali | Substrato  | pH     | Livello trofico | H2O   | Ambiente    | Zona alpina             |
| --- | ----------------- | ------------------- | ---------- | ------ | --------------- | ----- | ----------- | ----------------------- |
| Scorzonera aristata | 10                | montano subalpino   | Ca         | basico | alto            | secco | F3 F5       | parte centro-orientale  |
| Scorzonera cana | 9                 | collinare           | Ca         | basico | basso           | secco | B1 B2 F6    | Veneto (?), Liguria (?) |
| Scorzonera humilis | 11                | collinare montano   | Ca - Ca/Si | neutro | basso           | medio | E1 F3 F4    | parte centro-orientale  |
| Scorzonera laciniata | 9                 | collinare montano   | Ca - Ca/Si | basico | medio           | secco | B1 B2 F2    | CN TO AO                |
| Scorzonera purpurea | 9                 | collinare           | Ca         | basico | basso           | secco | F2 I1       | BS UD                   |
| Scorzonera rosea | 10                | montano subalpino   | Ca - Ca/Si | basico | medio           | secco | F3 F4 F5 H2 | tutto l'arco alpino     |
| Legenda e note alla tabella. Substrato con “Ca/Si” si intendono rocce di carattere intermedio (calcari silicei e simili); vengono prese in considerazione solo le zone alpine del territorio italiano (sono indicate le sigle delle province). Comunità vegetali: 9 = comunità a emicriptofite e camefite delle praterie rase magre secche; 10 = comunità delle praterie rase dei piani subalpino e alpino con dominanza di emicriptofite; 11 = comunità delle macro- e megaforbie terrestri Ambienti: B1 = campi, colture e incolti; B2 = ambienti ruderali, scarpate; B9 = coltivi umani; C2 = rupi, muri e ripari sotto roccia; E1 = paludi e torbiere basse; F2 = praterie rase, prati e pascoli dal piano collinare al subalpino; F3 = prati e pascoli mesofili e igrofili; F4 = prati e praterie magre rase; F5 = praterie rase subalpine e alpine; F6 = vallette nivali; F7 = margini erbacei dei boschi; G3 = macchie basse; G4 = arbusteti e margini dei boschi; H2 = boscaglie di pini montani; I1 = boschi di conifere; I3 = querceti submediterranei |                   |                     |            |        |                 |       |             |                         |

### Generi simili
I generi le cui specie erano descritte all'interno delle scorzonere sono quelli che differiscono in modo minore tra di loro e rispetto al genere di questa voce. Il genere Epilasia (Bunge) Benth. si distingue per le specie con ciclo biologico annuo e per le squame dell'involucro disposte in una sola serie; Takhtajaniantha pusilla (Pall.) Nazarova (genere monotipo) è caratterizzata da foglie lesiniformi. Infine il genere Tragopogon L. si distingue per le squame disposte in una sola serie e per gli acheni con becco allungato.

### Sinonimi
Sono elencati alcuni sinonimi per questa entità:
- Achyroseris Sch.Bip.
- Arachnospermum  F.W.Schmidt
- Avellara  Blanca & C.Díaz
- Fleischeria  Hochst. & Steud. ex Boiss.
- Podospermum  DC.